# 全国住宅生活協同組合連合会
全国住宅生活協同組合連合会（ぜんこくじゅうたくせいかつきょうどうくみあいれんごうかい）とは日本の住宅に関する生活協同組合（生活協同組合、生協）を組合員とする連合会である。略称は住宅生協連合会,JSR。加盟団体は15団体。
1969年に設立。「協同互助の精神に基づき、会員が協同してその事業の発展・強化をはかり、その組合員の生活の文化的・経済的改善向上をはかること」を目的としている団体である。会員15団体の中央組織として活動しつつ、労働者福祉中央協議会に参加して労働者福祉運動の一翼を担っている。

## 加盟団体
- 北海道勤労者住宅生活協同組合
- 生活協同組合コープふくしま
- 埼玉県勤労者生活協同組合
- 生活協同組合千葉県勤労者住宅協会
- 一般社団法人 東京労働者住宅協会
- 生活協同組合・消費者住宅センター
- 長野県労働者住宅生活協同組合
- 三重県労働者住宅生活協同組合
- 滋賀県勤労者住宅生活協同組合
- 広島県住宅生活協同組合
- 生活協同組合愛媛県労働者住宅協会
- 長崎県労働者生活協同組合